# Leslie Laing
Leslie Alphonso Laing, anche noto come Les Laing (Linstead, 19 febbraio 1925 – 7 febbraio 2021), è stato un velocista giamaicano.

## Biografia
Nel 1948 prese parte ai Giochi olimpici di Londra dove arrivò sesto nei 200 metri piani, mentre fu eliminato nelle qualificazioni dei 100 metri piani. Nella staffetta 4×400 metri la squadra giamaicana (composta da Laing con George Rhoden, Arthur Wint e Herb McKenley) non completò la gara.
Nel 1952 partecipò ai Giochi olimpici di Helsiki andando a conquistare la medaglia d'oro nella staffetta 4×400 metri con Arthur Wint, Herb McKenley e George Rhoden, che fecero registrare un nuovo record del mondo. Arrivò anche quinto nei 200 metri piani.

## Palmarès
| Anno | Manifestazione  | Sede     | Evento                | Risultato     | Prestazione | Note |
| ---- | --------------- | -------- | --------------------- | ------------- | ----------- | ---- |
| 1948 | Giochi olimpici | Londra   | 100 metri             | elim. qualif. | 11"0        |      |
| 1948 | Giochi olimpici | Londra   | 200 metri             | 6º            | 21"8 s      |      |
| 1948 | Giochi olimpici | Londra   | Staffetta 4×400 metri | dnf           | dnf         |      |
| 1952 | Giochi olimpici | Helsinki | 200 metri             | 5º            | 21"45       |      |
| 1952 | Giochi olimpici | Helsinki | Staffetta 4×400 metri | Oro           | 3'04"04     |      |